# Jez Guri
Jez Guri je velik hidroelektrični v provinci Bolivar, Venezuela na reki Caroni. Jez je kombinacija vgradbenega in gravitacijskega. Uradno ime je Central Hidroeléctrica Simon Bolivar (od leta 1978 do 2000 se je imenoval  Central Hidroeléctrica Raul Leoni. Je 7426 metrov dolg in visok 162 m.

## Zgodovina
Dela so se začela leta 1963 kanjonu Necuima, približno 100 kilometrov navzgor kjer se reka Caroni izliva z reko Orinoko. Do leta 1969 so zgradili 106 metrov visok in 690 metrov dol jez. Jez je ustvaril akumulacijsko jezero z nivojem vode 215 metrov nadmorske višine. Elektrarna je imela nazivno kapaciteto 1750 MW, do leta 1978 so nadgradili do 2065 MW z desetimi turbinami
Zaradi veliko potrebe po elektriki so začeli z novo fazo leta 1976. Povečali so višino jezu na 162 metrov in dolžino 7426 metrov. Nivo vode v akumulacijskem jezeru je nadmorski višini 272 metrov. Zgradili so tudi drugi odtoka in drugi blok elektrarne. Inštalirali so deset turbin z močjo 630 MW vsaka.
Hidroelektrarna je bila enkrat največja elektrarna na svetu, ko je prevzela naziv od ruske Sajano-Šušenskaja, Itaipu je potem postala največja z 12 600 MW.

## Tehnične specifikacije
07°45′52″N 63°00′00″W / 7.76444°N 63.00000°W
- Tip jezu: gravitacijski/vgradni
- Reka: Caroni
- Dolžina: 7 426 m (24 364 ft)
- Višina:162 m (531 ft)
- Volumen materiala: Beton: 6 026 000 m3 (212 806 182 cu ft); zemlja: 23 801 000 m3 (840 524 383 cu ft)
- Kapaciteta odtoka: 27 000 m3/s (953 496 cu ft/s)
- Akumulacijsko jezero:
- Kapaciteta (volumen): 135 000 000 000 m3 (109 446 281 acre ft)
- Površina:4 250 km2 (1 641 sq mi)
- Hidroelektrarna:
- Turbine:	10 × 730 MW; 3 × 180 MW; 3 × 400 MW; 3 × 225 MW; 1 × 340 MW
- Nazivna kapaciteta: 10235 MW
- Letna proizvodnja energije: 47 000 GWh (47 TWh)